# Si Paris l'avait su
Pour plus de détails, voir Fiche technique et Distribution.
Si Paris l'avait su (So Long at the Fair) est un film britannique d'Antony Darnborough et Terence Fisher, sorti en 1950. Adaptée du roman d'Anthony Thorne So long at the fair, l'intrigue serait une variation d'une légende urbaine du XIXe siècle, dont s'est aussi inspiré le film allemand Verwehte spuren.

## Synopsis
Paris, 1889. Deux Anglais arrivent en provenance de Marseille, une étape de leur tour d'Europe. Ce sont un frère et une sœur qui s'installent dans leurs chambres d'hôtel avant de sortir visiter la ville et dîner à l'extérieur. Le lendemain matin, Victoria Barton, prête pour de nouvelles visites, est surprise de découvrir que son frère a disparu et, qui plus est, qu'il semble n'avoir jamais été dans l'hôtel. La propriétaire de l'hôtel l'assure qu'elle est arrivée seule, et peut-être ferait-elle mieux de rentrer chez elle en Angleterre.
Finalement, avec l'aide de George Hathaway, un jeune artiste anglais qui semble être le seul à la croire, elle découvrira ce qui s'est passé.

## Fiche technique
- Titre original : So Long at the Fair
- Titre français : Si Paris l'avait su
- Réalisation : Antony Darnborough et Terence Fisher
- Scénario : Hugh Mills et Anthony Thorne
- Direction artistique: Cedric Dawe
- Costumes : Elizabeth Haffenden
- Photographie : Reginald H. Wyer
- Son : Stanley Lambourne, Gordon K. McCallum
- Musique : Benjamin Frankel
- Montage : Gordon Hales
- Production : Betty Box, Sydney Box
- Production associée : Vivian Cox
- Société de production : Gainsborough Pictures
- Société de distribution : General Film Distributors
- Pays d'origine :  Royaume-Uni
- Langue originale : anglais, allemand, français
- Format : Noir et blanc — 35 mm — 1,37:1 — son mono
- Genre : drame
- Date de sortie :
  - Royaume-Uni : 31 mai 1950
  - France : 9 novembre 2011

## Distribution
- Jean Simmons : Victoria « Vicky » Barton
- Dirk Bogarde : George Hathaway
- David Tomlinson : Johnny Barton
- Marcel Poncin : Narcisse
- Cathleen Nesbitt : Madame Hervé
- Honor Blackman : Rhoda O'Donovan
- Betty Warren : Mrs. O'Donovan
- Zena Marshall : Nina
- Eugene Deckers : Day Porter
- Felix Aylmer : Consul britannique
- André Morell : Docteur Hart
- Austin Trevor : Commissaire de police

## Autour du film
- C'est un remake du film allemand Sans laisser de traces (Verwehte Spuren) de Veit Harlan, sorti en 1938.